# Gmina Dąbrowa Tarnowska
Die Gmina Dąbrowa Tarnowska [dɔmˈbrɔva tarˈnɔfska] ist eine Stadt-und-Land-Gemeinde im Powiat Dąbrowski der Woiwodschaft Kleinpolen in Polen. Sitz des Powiats und der Gemeinde ist die gleichnamige Stadt mit etwa 11.900 Einwohnern.

## Geographie
Die Gemeinde liegt etwa 20 Kilometer nördlich von Tarnów im Sandomierzer Becken. Zu den Gewässern gehört der Fluss Breń, ein Zufluss der Weichsel. Die Gemeinde hat eine Flächenausdehnung von 113,4 km², davon werden 75 Prozent land- und 15 Prozent forstwirtschaftlich genutzt.

## Geschichte
Von 1975 bis 1998 gehörte die Gemeinde zur Woiwodschaft Tarnów.

## Gliederung
Zur Stadt-und-Land-Gemeinde (gmina miejsko-wiejska) gehören die namensgebende Stadt und 12 Schulzenämter (sołectwa):
Brnik, Gruszów Wielki, Gruszów Mały, Laskówka Chorąska, Lipiny, Morzychna, Nieczajna Dolna, Nieczajna Górna, Smęgorzów, Sutków, Szarwark und Żelazówka.